# 勒德朗日
勒德朗日（法語：Leudelange，法語發音：[lødlɑ̃ʒ]）是卢森堡西南部的一个市镇，属于阿尔泽特河畔埃施县。 
勒德朗日于1856年7月1日从市镇梅斯河畔雷康日划出成立。成立勒德朗日的法律于1856年3月3日获得通过。

## 知名人士
- 吉勒斯·米勒，职业网球选手